# Saint-Thual
Saint-Thual település Franciaországban, Ille-et-Vilaine megyében. Lakosainak száma 999 fő (2022. január 1.). Saint-Thual La Baussaine, Longaulnay, Trévérien, Trimer, Plouasne és Saint-Judoce községekkel határos.

## Népesség
A település népessége az elmúlt években az alábbi módon változott:
| Lakosok száma | 468  | 376  | 391  | 612  | 825  | 865  | 915  | 947  | 973  | 999  |
|               | 1968 | 1982 | 1990 | 2006 | 2013 | 2015 | 2017 | 2019 | 2020 | 2022 |